# Fritz Linnenbrügger

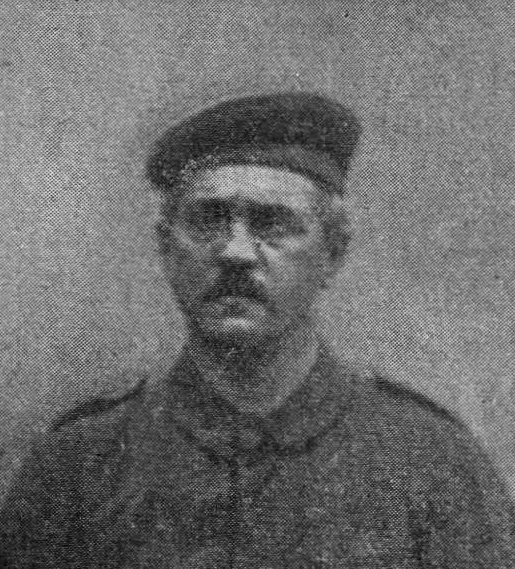
Fritz Linnenbrügger

Fritz Linnenbrügger (* 1878 in Bielefeld; † 30. April 1919 in München) war ein Gefreiter des 8. Husarenregiments.

## Leben
Fritz Linnenbrügger war eines der zehn Opfer des Münchener Geiselmordes im Luitpoldgymnasium 1919.
Als Weißgardist kämpfte er gegen die Armee der Münchner Räterepublik und wurde am 29. April 1919 zusammen mit Walter Hindorf bei Oberschleißheim von Rotarmisten gefangen genommen und anschließend ins Luitpoldgymnasium gebracht.
Am 30. April 1919 wurde er als erster der zehn Geiseln im Innenhof des Luitpoldgymnasiums vormittags erschossen.
Er ist zusammen mit Hindorf  und anderen Mitgliedern des 8. Husarenregimentes auf dem „Husarengrab“ auf dem Waldfriedhof beigesetzt.

## Linnenbrüggerstraße in München
1936 wurden im Münchener Stadtteil Trudering nach Beschluss des damaligen Münchener Oberbürgermeisters Karl Fiehler nach ihm und anderen Opfern des Mordes im Luitpoldgymnasiums Straßen benannt. Im Zuge des in München fortschreitenden Prozesses von Umbenennungen von bedenklichen Straßennamen wurde die Linnenbrüggerstraße in die Kategorie "Straßennamen mit erhöhtem Diskussionsbedarf" eingestuft.